# Chinthlahalli, Mulbagal
Chinthlahalli là một làng thuộc tehsil Mulbagal, huyện Kolar, bang Karnataka, Ấn Độ.